# 3-as busz (Gyöngyös)
A 3-as busz Gyöngyös egyik helyi érdekű autóbuszjárata. A járat a város észak-dél irányban szeli át, bekapcsolva így a közlekedésbe a Felsővárost, a Belvárost, a Pesti úti lakótelepet és a 80-as lakótelepet. A 3-as helyi járat Gyöngyös egyik legforgalmasabb járata.

## Története
A 3-as helyi járat útvonala 2008-ban a 80-as városrészben megváltozott. A 3-as busz nem fordul be a Jószerencsét, majd Aknász utcákba, hanem a Csillés úti cukrászüzemet érintve halad tovább a végállomás felé. Sok ebben a városrészben lakó csak a változás érvénybe lépése után ismerkedett meg a helyzettel. A legtöbb utas nem értette mért kell a több évtizedes rendet megváltoztatni. Mint később kiderült a Nyolcvanasban változott a forgalmi rend, így 3-as helyi járat „elterelését” ez indokolta.

## Megállóhelyei
| 0  | Tesco                                 | 0  | 1, 3                     | Tesco Obi |
| 1  | Volán telep                           | 1  | 3, 10                    | Volán telep |
| 2  | Kenyérgyár                            | 2  |                          | |
| 3  | Csillés út                            | 3  |                          | |
| 4  | Olimpia Étterem                       | 4  |                          | Kispiac Egressy Béni Kéttannyelvű Általános Iskola                                                                                                 |
| 5  | Trafóház                              | 6  | 1, 3, 4                  | Gyöngyösi Városi Rendőrkapitányság Toronyház |
| 6  | Jókai út 57.                          | 7  | 1, 3, 4                  | Spar Sláger |
| 7  | Páter K. Szaléz út (GyöngyHáz Pláza). | 10 |                          | GyöngyHáz Pláza Vak Bottyán János Szakközépiskola Posta                                                                                            |
| 8  | Szent Bertalan templom                | 13 | 1, Volán                 | Szent Bertalan templom Károly Róbert Szakképző Iskola II. Rákóczi Ferenc Általános Iskola és Alapfokú Művészetoktatási Intézmény                   |
| 9  | Táncsics Mihály út                    | 15 | helyközi autóbuszjáratok | Károly Róbert Szakképző Iskola II. Rákóczi Ferenc Általános Iskola és Alapfokú Művészetoktatási Intézmény Bugát Pál Kórház Rendelőintézet (Sz.T.K) |
| 10 | Petőfi út 65.                         | 16 |                          | |
| 11 | Petőfi út 95.                         | 17 |                          | |
| 12 | Diófa út                              | 18 | 2                        | |
| 13 | Szeszfőzde                            | 19 | 2                        | Csempe áruház C68 |
| 14 | Diós malom                            | 20 | 2                        | |
| 15 | Seregély út 48.                       | 21 | 2                        | |
| 16 | Seregély út 24.                       | 22 | 2                        | |
| 17 | Kinizsi tér                           | 23 |                          | |
| 18 | Őrálló út 37.                         | 24 | 2                        | |
| 19 | Őrálló út 78.                         | 25 | 2                        | Károly Róbert Főiskola Károly Róbert Hotel |